# Mick Jackson
Mick Jackson est un réalisateur et producteur britannique né le 4 octobre 1943 à Aveley (Royaume-Uni).

## Filmographie

### Réalisateur

#### Cinéma
- 1989 : Chattahoochee
- 1991 : L.A. Story
- 1992 : Bodyguard (The Bodyguard)
- 1994 : Trou de mémoire (Clean Slate)
- 1997 : Volcano
- 2002 : Les 20 Premiers Millions (The First $20 Million Is Always the Hardest)
- 2016 : Le Procès du siècle (Denial)

#### Télévision
- 1973 : The Ascent of Man (en) (série documentaire, épisodes 3, 4 et 11)
- 1974 : Aux origines de l'humanité (Nova) (série documentaire, épisode 12)
- 1977 : The Age of Uncertainty (en) (série documentaire)
- 1978 : How to Pick Up Girls! (en) (téléfilm)
- 1979 : Connections (en) (série documentaire)
- 1980 : The Real Thing (série documentaire)
- 1981 : People from the Forest (téléfilm)
- 1982-1983 : Q.E.D. (en) (série documentaire, 4 épisodes)
- 1984 : Threads (téléfilm)
- 1986 : Double Image (en) (Yuri Nosenko: Double Agent) (téléfilm)
- 1987 : Life Story (en) (téléfilm)
- 1988 : A Very British Coup (en) (mini-série)
- 1995 : Le Silence des innocents (Indictment: The McMartin Trial) (téléfilm)
- 1997 : The Practice : Donnell et Associés (The Practice) (série télévisée, épisode pilote)
- 1999 : Traffic (téléfilm)
- 1999 : Strange World (série télévisée, épisode pilote)
- 1999 : Morrie : Une leçon de vie (Tuesdays with Morrie) (téléfilm)
- 2000 : Lydia DeLucca (That's Life) (série télévisée, épisode pilote)
- 2002 : En direct de Bagdad (Live from Baghdad) (téléfilm)
- 2006 : Opération Hadès (Covert One: The Hades Factor) (mini-série)
- 2008 : L'Enfant du secret (The Memory Keeper's Daughter) (téléfilm)
- 2010 : Temple Grandin (téléfilm)

### Producteur
- 1977 : The Age of Uncertainty (TV)
- 1979 : Connections (série télévisée)
- 1984 : Threads (TV)
- 1987 : Life Story (TV)